# Fortified Zone
Fortified Zone, i Japan Ikari no Yōsai (怒りの要塞 Ikari no Yōsai "?) är ett run 'n' gun-spel från 1991, utvecklat och utgviet av Jaleco till Game Boy. Spelet släpptes först i Japan den 26 februari 1991 och i Nordamerika i september 1991. Spelet släpptes till 3DS Virtual Console den 7 juli 2011, och i Australien den 28 juli 2011.

## Upplägg
Spelaren axlar rollen som en av två specialtränade kommandesoldater. Mr. Masato Kamzaki kan använda alla vapen man hittar längsmed vägen. Däremot kan han inte hoppa över exempelvis spikmator. Det kan däremot Miss Mizuki Makimura göra, men hon kan inte använda de vapen man finner på vägen. 

### Fotnoter
1. ↑  ”Fortified Zone” (på svenska). Nintendomagasinet (Kungsbacka: Atlantic) (3 1992):  sid. 9 (Power Player). mars 1992. Läst 20 april 2014.